# Spangbergiella felix
Spangbergiella felix är en insektsart som beskrevs av Berg 1884. Spangbergiella felix ingår i släktet Spangbergiella och familjen dvärgstritar. Inga underarter finns listade i Catalogue of Life.